# Hemidactylus subtriedrus
Hemidactylus subtriedrus este o specie de șopârle din genul Hemidactylus, familia Gekkonidae, descrisă de Jerdon 1854. Conform Catalogue of Life specia Hemidactylus subtriedrus nu are subspecii cunoscute.